# Skændsels-talen
Skændsels-talen (engelsk: The Infamy Speech) blev holdt den 8. december 1941, af den amerikanske præsident Franklin D. Roosevelt, dagen efter det japanske angreb på Pearl Harbor på Hawaii.
I løbet af en time efter talen havde USA's Kongres vedtaget en formel krigserklæring mod Japan og officielt bragt USA ind i 2. Verdenskrig. Talen er en af de mest berømte amerikanske politiske taler i det 20. århundrede.

## Teksten
| „ | Hr. Vicepræsident [Henry A. Wallace], Hr. formand [Sam Rayburn], medlemmer af Senatet og Repræsentanternes Hus: I går, den 7. december 1941 - en dag som vil blive husket som en skændselsdag (a date which will live in infamy) - blev Amerikas Forenede Stater angrebet pludseligt og med overlæg af flåde- og flystyrker fra Det japanske Kejserrige. De Forenede Stater holdt fred med dette land, og var på anmodning fra Japan stadig i forhandling med dets regering og kejser [Hirohito] med henblik på at fastholde freden i Stillehavet. Ja en time efter at de japanske eskadriller var begyndte at bombe den amerikanske ø Oahu afleverede den japanske ambassadør i USA [Kichisaburō Nomura] og hans kollega [Saburō Kurusu] et formelt svar til vores udenrigsminister [Cordell Hull] på en nylig amerikansk henvendelse. Og mens dette svar udtrykte, at det virkede nytteløst at fortsætte de igangværende diplomatiske forhandlinger, indeholdt det ingen trussel eller antydning om krig eller væbnet angreb. Det vil blive noteret at afstanden til Hawaii fra Japan gør det åbenlyst at angrebet blev bevidst planlagt for mange dage eller endda uger siden. I den mellemliggende tid har den japanske regering bevidst søgt at føre De Forenede Stater bag lyset med falske udtalelser og udtryk for håb om fortsat fred. Angrebet i går på Hawaii-øerne har forårsaget alvorlige skader på amerikanske flåde- og militærstyrker. Jeg må med beklagelse meddele Dem, at mange amerikanske liv er gået tabt. Hertil kommer at det rapporteres at amerikanske skibe er blevet torpederet på havet mellem San Francisco og Honolulu. I går indledte den japanske regering også et angreb mod Britisk Malaya. I nat angreb japanske styrker Hongkong. I nat angreb japanske styrker Guam I nat angreb japanske styrker Filippinerne. I nat angreb japanerne Wake Island. Og her til morgen angreb japanerne Midwayøerne. Japan har derfor indledt en overraskelsesoffensiv som omfatter hele Stillehavsområdet. Kendsgerningerne fra i går taler for sig selv. Det amerikanske folk har allerede dannet sig deres mening og forstår udmærket konsekvenserne for landets liv og sikkerhed. Som øverstkommanderende for hær og flåde har jeg givet ordre til at der skal gøres alt for vi kan forsvare os. Men vort land vil altid huske karakteren af dette stormløb imod os. Uanset hvor længe det vil tage os at overvinde denne overlagte invasion vil det amerikanske folk i dets retfærdige styrke vinde indtil den endelige sejr. Jeg tror, at jeg udtrykker Kongressens og folkets vilje når jeg hævder at vi ikke blot vil forsvare os til det yderste, men vil sikre os, at dette form for forræderi aldrig igen skal true os. Kampe er i gang. Man kommer ikke udenom det faktum, at vort folk, vort territorium og vore interesser er i alvorlig fare. Med tiltro til vore væbnede styrker - med den uendelige beslutsomhed i vort folk - vil vi opnå den uundgåelige triumf - om Gud vil. Jeg beder Kongressen om at erklære, at efter det uprovokerede og feje angreb fra Japan søndag den 7. december 1941, har der hersket krigstilstand mellem De Forenede Stater og Det japanske Kejserrige. | “ |

## Den originale engelske tekst
| „ | Mr. Vice President, Mr. Speaker, members of the Senate and the House of Representatives: Yesterday, December 7th, 1941—a date which will live in infamy— United States of America was suddenly and deliberately attacked by naval and air forces of the Empire of Japan. The United States was at peace with that nation, and, at the solicitation of Japan, was still in conversation with its Government and its Emperor looking toward the maintenance of peace in the Pacific. Indeed, one hour after Japanese air squadrons had commenced bombing in the American island of Oahu, the Japanese Ambassador to the United States and his colleague delivered to our Secretary of State a formal reply to a recent American message. And while this reply stated that it seemed useless to continue the existing diplomatic negotiations, it contained no threat or hint of war or of armed attack. It will be recorded that the distance of Hawaii from Japan makes it obvious that the attack was deliberately planned many days or even weeks ago. During the intervening time the Japanese Government has deliberately sought to deceive the United States by false statements and expressions of hope for continued peace. The attack yesterday on the Hawaiian Islands has caused severe damage to American naval and military forces. I regret to tell you that very many American lives have been lost. In addition American ships have been reported torpedoed on the high seas between San Francisco and Honolulu. Yesterday the Japanese Government also launched an attack against Malaya. Last night Japanese forces attacked Hong Kong. Last night Japanese forces attacked Guam. Last night Japanese forces attacked the Philippine Islands. Last night the Japanese attacked Wake Island. And this morning the Japanese attacked Midway Island. Japan has, therefore, undertaken a surprise offensive extending throughout the Pacific area. The facts of yesterday and today speak for themselves. The people of the United States have already formed their opinions and well understand the implications to the very life and safety of our nation. As Commander-in-Chief of the Army and Navy, I have directed that all measures be taken for our defense. But always will our whole nation remember the character of the onslaught against us. No matter how long it may take us to overcome this premeditated invasion, the American people in their righteous might will win through to absolute victory. I believe that I interpret the will of the Congress and of the people when I assert that we will not only defend ourselves to the uttermost but will make it very certain that this form of treachery shall never again endanger us. Hostilities exist. There is no blinking at the fact that our people, our territory and our interests are in grave danger. With confidence in our armed forces—with the unbounding determination of our people—we will gain the inevitable triumph—so help us God. I ask that the Congress declare that since the unprovoked and dastardly attack by Japan on Sunday, December 7th, 1941, a state of war has existed between the United States and the Japanese Empire. | “ |

## Kommentarer
Skændselstalen var kort, den varede kun 6½ minut. Udenrigsminister Cordell Hull havde anbefalet at præsidenten brugte mere tid på en større uddybning af det japansk-amerikanske forhold og de langvarige men resultatløse forsøg på at finde en fredelig løsning; men Roosevelt valgte at holde talen kort, da han mente at det ville have en mere dramatisk effekt.
Formuleringerne i Roosevelts tale havde til hensigt at have en stærk følelsesmæssig virkning og appellere til den vrede som amerikanerne følte over den måde det japanske angreb var foregået på. Roosevelt formede med vilje talen omkring det lave moralske stade, som den japanske regering ansås for at have. Han trak en skarp linje mellem det amerikanske folks "retfærdige magt" og den aggressive og svigagtige natur ved det japanske styre. Han undgik med vilje den
Churchillske tilgang med en appel til historien. Rent faktisk lød den mest berømte linje i talen oprindelig: "en dag som vil leve i Verdenshistorien".
Roosevelt stregede "verdenshistorien" ud og erstattede den med "skændsel". Hans ændring så meget stærkere på grund af dens kraftige insisteren på at eftertiden ville understøtte det amerikanske syn på angrebet. Det var tænkt som mere end et personligt svar fra præsidenten, som et svar på vegne af hele det amerikanske folk på et stort kollektivt chok. Ved at betone det uudslettelige i angrebet og udtrykke forargelse over dets "fejhed", tjente talen til at udkrystallisere og kanalisere landets reaktion til et kollektivt svar og en kollektiv beslutsomhed.
Det første afsnit i talen var omhyggeligt formuleret til at understøtte Roosevelts fremstilling af De Forenede Stater som det uskyldige offer for en uprovokeret japansk aggression. Ordlyden var bevidst passiv. Frem for at bruge den sædvanlige aktive sprogbrug – dvs. "Japan angreb De Forenede Stater" — valgte Roosevelt at placere genstanden for handlingen, nemlig De Forenede Stater, først for at understrege Amerikas placering som offer. Temaet om "såret uskyld" blev yderligere forstærket ved Roosevelts gengivelse af de igangværende diplomatiske forhandlinger med Japan, som den præsidenten sagde havde været ført kynisk og uærligt af den japanske regering mens den i hemmelighed forberedte krig mod USA.
Roosevelt søgte bevidst at undgå at en mere abstrakt appel, som den præsident Woodrow Wilson havde brugt i sin tale til Kongressen Congress i april 1917, da USA trådte ind i 1. Verdenskrig. Wilson havde beskrevet den strategiske trussel, som Tyskland udgjorde og understreget de idealistiske mål bag Amerikas deltagelse i krigen. I 1930'erne havde den offentlige mening i USA vendt sig stærkt mod sådanne tanker og var trætte af, om end ikke direkte fjendtlige – overfor idealistiske visioner om at forandre verden gennem en "retfærdig krig". Roosevelt valgte derfor at forme sin appel ud fra en patriotisk frem for en idealistisk synsvinkel. Alligevel var han omhyggelig med at trække en symbolsk forbindelse til krigserklæringen fra april 1917. Da han tog til Kongressen den 8. december 1941 var han ledsaget af Edith Bolling Wilson, enken efter den tidligere præsident.
Den "skændsels" ramme, som Roosevelt valgte fik yderligere styrke ved at det fulgte mønsteret fra tidligere fortællinger om store amerikanske nederlag. Slaget ved Little Bighorn i 1876 og sænkningen af USS Maine i 1898 havde begge været kilder til intens national forargelse og beslutsomhed om at føre krigen over i fjendens lejr. Nederlag og tilbageslag blev i begge tilfælde fremstillet som et springbræt mod en senere og uundgåelig sejr. Som professor Sandra Silberstein bemærker fulgte Roosevelts tale en veletableret tradition for hvordan "præsidenter ved hjælp af retoriske konventioner tiltager sig ekstraordinære bemyndigelser som øverkommanderende, uenighed minimeres, fjender rakkes ned, og liv mistes i forsvaret af en nation, som igen er forenet under Gud."
Den overordnede tone i talen var beslutsom realisme. Roosevelt gjorde intet forsøg på at skjule de store skader, som var blevet tilføjet de amerikanske væbnede styrker, og bemærkede (uden at anføre tal, da tabsrapporterne endnu var under udarbejdelse) at "særdeles mange amerikanske liv var gået tabt" ved angrebet. Men han understregede sin tiltro til det amerikanske folks evne og vilje til at tage den udfordring op, som Japan havde stillet det overfor, "den uendelige beslutsomhed i vort folk". Han forsøgte at berolige offentligheden om at skridt blev taget til at sikre deres sikkerhed, og omtalte sin egen rolle som "øverstkommanderende for hær og flåde" (luftvåbenet var på det tidspunkt endnu en del af hæren) og erklærede at han allerede havde
"givet ordre til at der skal gøres alt for vi kan forsvare os".
Roosevelt pointerede også at "vort folk, vort territorium og vore interesser er i alvorlig fare", og omtalte rapporter om japanske angreb i Stillehavet mellem Hawaii og San Francisco. Ved at gøre det, søgte han at lukke munden på isolationisterne, som havde agiteret så stærkt mod amerikansk involvering i krigen i Europa. Hvis De Forenede Staters territorium og farvande – ikke bare fjerne besiddelser såsom Filippinerne – var direkte truede, ville isolationisme være en uholdbar handlemåde. Roosevelts tale havde den ønskede effekt, da kun ét medlem af Repræsentanternes Hus stemte mod den krigserklæring han ønskede. Den isolationistiske bevægelse brød næsten omgående sammen.
Talens "skændsels" linje citeres ofte forkert som "en dag som vil leve i skændsel", men Roosevelt valgte helt bevidst at betone datoen— 7. december 1941— frem for dagen angrebet fandt sted, en søndag, hvilket han kun omtalte i den sidste linje, da han sagde: "...Søndag den 7. december 1941,...". Han forsøgte at understrege den historiske karakter af begivenhederne ved Pearl Harbor, og tilskyndede indirekte det amerikanske folk til aldrig at glemme angrebet og huske datoen. Ironisk nok er det fejlciterede begreb "skændselsdag" blevet brugt i vidt omfang af medierne til at beskrive enhvert tidspunkt hvor der er forekommet stor vanære eller ondskab.

## Effekt
Roosevelts tale havde en øjeblikkelig og langvarig virkning på amerikansk politik. 33 minutter efter at han havde afsluttet sin tale erklærede Kongressen krig mod Japan, idet blot et medlem af Repræsentanternes Hus, Jeannette Rankin, stemte imod. Talen blev udsendt direkte på radio og tiltrak sig det største antal lyttere i amerikansk radiohistorie da over 81% af de amerikanske hjem lukkede op for at høre præsidenten. Reaktionen var overvældende positiv, både i og udenfor Kongressen. Dommer Samuel Irving Rosenman, som fungerede som en rådgiver for Roosevelt, beskrev situationen:
| Citat | Det var et yderst dramatisk optrin der i Repræsentanternes Hus. Ved de fleste af præsidentens taler i Kongressen kom bifaldet fortrinsvis fra den ene side - Demokraternes side - men denne dag var det anderledes. Bifaldet, samarbejdsånden, kom fra begge sider. ... Den nye følelse af sammenhold væltede pludselig frem i salen den 8. december, det fælles mål under præsidentens lederskab, den fælles beslutsomhed om at få gennemført tingene var typisk for hvad der skete ud over hele landet. | Citat |
|       | |       |

Det Hvide Hus blev oversvømmet af telegrammer, som roste præsidentens holdning ("På den søndag blev vi skuffede og bange, men Deres uendelige mod fik os til at tage os sammen."). Rekrutteringskontorerne blev fyldt med en bølge af frivillige og måtte gå over til at holde døgnåbent for at kunne håndtere de flokke som ville melde sig. I antal blev de rapporteret til at være dobbelt så store som efter Woodrow Wilsons krigserklæring i 1917. Krigsmodstander- og isolationistbevægelsen brød sammen i kølvandet på talen, hvor selv præsidentens mest ihærdige kritikere indordnede sig. Charles Lindbergh, som havde været en førende isolationist, erklærede:
| „ | Nu er [krigen] kommet og vi må møde den som forenede amerikanere uanset vore tidligere holdninger overfor den politik som vor regering har fulgt ... Vort land er blevet angrebet af væbnede styrker, og vi må svare igen med våben i hånd. Vi må nu koncentere enhver indsats på at bygge den største og mest effektive hær, flåde og luftvåben i verden. | “ |

Roosevelts beskrivelse af angrebet på Pearl Harbor blev den amerikanske standardbeskrivelse af begivenhederne den 7. december 1941. Hollywood tilpassede entusiastisk beskrivelsen til en række krigsfilm: Wake Island, den Oscarvindende Air Force og filmene fra 1943 Man from Frisco og Betrayal from the East som alle medtog ægte radiorapporter om forhandlingerne op til 7. december med japanerne og understregede dermed budskabet om fjendens dobbeltspil. Across the Pacific, Salute the Marines og Spy Ship brugte tilsvarende virkemidler og omtalte udviklingen i det amerikansk-japanske forhold gennem avisoverskrifter. Temaet om bedraget amerikansk uskyldighed blev også hyppigt afbilledet på film. Det melodramatiske aspekt af denne fortælling viste sig naturligt på film.
Præsidentens beskrivelse af 7. december som "en dag der vil leve i skændsel" blev bekræftet. Datoen blev hurtigt en forkortelse for angrebet på Pearl Harbor på samme måde som 11. september blev knyttet til Terrorangrebet den 11. september 2001. Sloganene "Husk 7. december" og "Hævn 7. december" blev valgt som kampråb og blev vist mange steder på plakater og pins. Prelude to War, den første i Frank Capra's Why We Fight filmserie, opfordrede amerikanerne til at huske datoen for den japanske invasion af Manchuriet, 18. september 1931, "ligesom vi husker 7. december 1941, for på den dag i 1931 begyndte den krig vi nu udkæmper." Symbolikken i denne dato blev understreget i en scene i filmen fra 1943 Bombardier, hvori lederen af en gruppe piloter går hen til en kalender på væggen og peger på datoen ("7. december 1941") og siger: "Mine herrer, der er en dato som vi altid vil huske – og de aldrig vil glemme!"
60 år senere blev den fortsatte virkning af "skændselstalen" tydelig efter terrorangrebet den 11. september 2001, som mange kommentatorer sammenlignede med Pearl Harbor for dets effekt og tab. I dagene efter angrebene noterede dr. Richard Jackson at "der [var] en bevidst og vedvarende indsats" fra George W. Bushs regering til "sprogligt at kæde 11. september 2001 sammen med angrebet på Pearl Harbor", både ved direkte at nævne Roosevelts skændselstale og ved at genbruge temaerne som Roosevelt brugte i sin tale. I Bushs tale til nationen den 11. september 2001, skelnede han mellem de "onde, afskyelige terrorhandlinger" og det "klareste lys for frihed og muligheder" som Amerika efter hans mening repræsenterede. Sandra Silberstein drager direkte paralleller mellem sprogbrugen, som blev anvendt af Roosevelt og Bush, og understreger en række ligheder mellem skændselstalen og Bushs tale den 11. september. Ligeledes bemærker Emily S. Rosenberg retoriske forsøg på at sammenhæde konflikterne i 1941 og 2001 ved at genbruge begreber fra 2. Verdenskrig som blev brugt af Roosevelt, såsom at bruge begrebet "akse" i omtalen af Amerikas fjender (som i "Ondskabens akse").

## Eksterne kilder
- Afskrift Arkiveret 24. oktober 2005 hos  Wayback Machine (indeholder nogle fejl og udeladelser)
- Optagelse af talen Arkiveret 19. januar 2018 hos  Wayback Machine
- "FDR's "Day of Infamy" Speech: Crafting a Call to Arms" – artikel fra National Archives and Records Administration om talen med billeder af Roosevelts oprindelige udkast til teksten